# 六塘镇 (柳城县)
六塘镇，是中华人民共和国广西壮族自治区柳州市柳城县下辖的一个乡镇级行政单位。

## 行政区划
六塘镇下辖以下地区：
六塘社区、肯社村、油兰村、六塘村、中团村、三界村、拉燕村和黄冲村。